# Jean Fontaine (acteur)
 (novembre 2022).
Si vous disposez d'ouvrages ou d'articles de référence ou si vous connaissez des sites web de qualité traitant du thème abordé ici, merci de compléter l'article en donnant les références utiles à sa vérifiabilité et en les liant à la section « Notes et références ».
Pour les articles homonymes, voir Jean Fontaine et Fontaine.
Ne doit pas être confondu avec Phil Desjardins.
Jean Fontaine est un comédien, adaptateur et directeur artistique de doublage canadien né Adalbert Fontaine le 6 juin 1929 à Québec et mort le 14 novembre 2011 à Bordeaux.
Il a doublé de nombreux acteurs, que ce soit en anglais (notamment Alain Delon dans la plupart de ses films) ou en français (Richard Anderson, Terence Hill ou Clint Eastwood). Il a également prêté sa voix à de nombreux dessins animés dont Heidi et Belle et Sébastien. En tout il a joué dans une quinzaine de pièces de théâtre et quelques téléfilms en plus de faire du doublage.

## Biographie

### Jeunesse et formation
Né dans la ville de Québec au Canada, sa famille déménage dans la capitale, Ottawa, à l'âge d'un an. À son adolescence, il fait ses études classiques chez les Pères du Saint-Esprit. Après il exerce deux ou trois métiers avant de travailler dans une station locale de radio, près d’Ottawa, comme speaker et employé polyvalent puis comme speaker à Radio Canada Ottawa puis Radio Canada Montréal, à la télévision, où il présente les nouvelles et anime des émissions pour enfants.

### Carrière
Il commence à faire des doublages anglophones grâce à une comédienne canadienne, Suzanne Avon (épouse de Fred Mella, un des Compagnons de la chanson), qui lui avait parlé de cette activité. Il débute chez Léo Lax, sous la direction de Joe Wyner où il double un mouton pour la première fois. Par la suite, sur une longue période, il double en anglais de grandes vedettes comme Alain Delon dans la plupart de ses films depuis Faibles Femmes en 1959 jusqu’à Monsieur Klein, Jean-Paul Belmondo, Jean-Louis Trintignant, Michel Serrault et Maurice Ronet.
En France, il commence le doublage en langue française à partir de 1962, pour le cinéma puis la télévision. Il est entre autres la voix française de l'agent OSS 117 dans le film OSS 117 se déchaîne. Mais c'est en 1967 qu'il double un premier rôle marquant : celui de David Janssen dans la série Le Fugitif, aux côtés entre autres de Maurice Dorléac, Jean-Claude Michel, André Valmy et Jean-Henri Chambois. En 1971, il double le personnage culte d'Alex Delarge (Malcolm McDowell) dans Orange mécanique sous la direction de Richard Heinz. Si le doublage d’un long métrage normal se faisait à l’époque en 6 ou 7 jours, Orange mécanique prit plus de trois semaines à être complétée, l’assistante de Stanley Kubrick étant très méticuleuse et les bobines partant chaque soir à Londres, où se trouvait Stanley Kubrick, qui donnait son avis.
Au début des années 1970, les aller-retour entre le Québec et la France s'intensifient : il croise notamment les chemins d'Alain Delon et de Sergio Leone (Mon nom est Personne, où il double Terence Hill).
En 1977, il se réinstalle au Québec où il double Richard Anderson (Oscar Goldman) dans L'Homme de six millions et La Femme bionique aux côtés de Michel Dumont, Claudine Chatel et Vincent Davy. Cette même année, il commence à adapter et à faire de la direction artistique. Il est aussi une voix pour les publicités télévisuelles dans lesquelles il fera par exemple, la voix de Tony, le tigre des céréales Frosties.
À Montréal, il devient entre autres la voix officielle de Clint Eastwood dans les doublages destinés uniquement au marché canadien.
Il revient en France en 1997 et s'installe à Paris où il se consacre exclusivement à l'adaptation (Crime of Passion, La Dynastie des Carey Lewis, , etc.).

### Mort
Il meurt le 14 novembre 2011 à Bordeaux.

## Filmographie

### Cinéma
- 1970 : La Promesse de l’aube de Jules Dassin
- 1986 : Les Roses de Matmata : Tom Curley (voix)

### Télévision
- 1955 : Beau temps, mauvais temps : Antoine Langlois
- 1963-1966 : Thierry la Fronde
- 1972 : épisode  L'évasion du duc de Beaufort de la série Les Évasions célèbres : le fauconnier
- 1972 : Les Évasions célèbres, épisode Le Prince Rakoczi :  Officier impérial
- 1972-1973 : Les Gens de Mogador : Arsène Peyrissac
- 1982 : Monsieur le ministre :
- 1984 : Laurier : Mgr Bourne
- 1992 : Les Enquêtes de Chlorophylle : L'Élégant
- 1993 : Les grands procès (L'Abbé Delorme) : Mgr Rhéaume

## Doublage

### Cinéma
- Clint Eastwood (VFQ) dans :
  - Les Enjeux de la mort (1988) : Inspecteur Harry Callahan
  - Cadillac rose (1989) : Tommy Nowak
  - La Recrue (1991) : Nick Pulovski
  - Impardonnable (1992) : William Munny
  - Sur la ligne de feu (1993) : Frank Horrigan
  - Un monde idéal (1993) : Red Garnett

- Terence Hill dans :
  - La Vengeance de Siegfried (1966) : Giselher
  - Mon nom est Personne (1973) : Personne

- Malcolm McDowell dans :
  - Orange mécanique (1971) : Alex DeLarge
  - Le Meilleur des mondes possible (1973) : Michael Arnold Travis / le voleur de la plantation

- 1951 : Le Renard du désert : Manfred Rommel (William Reynolds)
- 1961 : West Side Story : Riff (Russ Tamblyn)
- 1961 : Ville sans pitié : Frank Borgmann (Gerhart Lippert)
- 1962 : L'Épée enchantée : Sir Patrick d'Irlande (John Mauldin)
- 1963 : L'Étrange Mort de Miss Gray : Jordan Barker (Jeremy Brett)
- 1963 : Les Cavaliers de la terreur : Paolo (Tony Russell)
- 1963 : La Grande Évasion : Willie "Tunnel King" (John Leyton)
- 1963 : OSS 117 se déchaîne : Hubert Bonisseur de La Bath alias OSS 117 (Kerwin Mathews)
- 1966 : Mission spéciale... Lady Chaplin : Kobre Zoltan (Jacques Bergerac)
- 1967 : Casse-tête chinois pour le judoka : Marc St-Clair (Marc Briand)
- 1969 : La Folle de Chaillot : le révérend (John Gavin)
- 1969 : Queimada : Teddy Sanchez (Renato Salvatori)
- 1969 : À l'aube du cinquième jour : le sergent Trevor (Enrico Ostermann)
- 1969 : La Bataille de la Neretva : le capitaine Michele Riva (Franco Nero)
- 1970 : La Promesse de l’aube :  Ivan Mosjoukine (Jules Dassin)
- 1970 : La Seconde Mort d'Harold Pelham : Fred Morrison (Gerald Sim)
- 1970 : Rio Lobo : Capitaine Pierre Cordona (Jorge Rivero)
- 1971 : Les Complices de la dernière chance : Paul Rickard (Tony Musante)
- 1972 : La Dernière Chance : Billy Tully (Stacy Keach)
- 1972 : Une belle tigresse : Robert Blakeley (Michael Caine)
- 1973 : Don Angelo est mort : Tony Fargo (Frederic Forrest)
- 1973 : La Dernière Chance : Floyd Gambino (Fabio Testi)
- 1973 : Les Anges mangent aussi des fayots : un braqueur de banque[Qui ?]
- 1974 : Conversation secrète : Mark (Frederic Forrest) (1er doublage)
- 1974 : L'Île sur le toit du monde : Oomiak (Mako)
- 1974 : Mon nom est Trinita : Coby (Michael Coby)
- 1976 : La Bataille de Midway : Lt-Cmdr Ernest L. Blake (Robert Wagner)
- 1976 : Un dimanche noir : Benjamin (Jac Cashin)
- 1982 : Pierre qui brûle : Tom Bates (Denholm Elliott)
- 1986 : Les Roses de Matmata
- 1988 : Cocktail VFQ : Douglas « Doug » Coughlin (Bryan Brown)
- 1991 : Tribunal fantôme VFQ : Juge Alvin 'J.P' Valkenheiser & Bobo (Dan Aykroyd)
- 1994 : Maverick : le commodore Duvall (James Coburn)
- 1999 : Mickey les yeux bleus : Vito Graziosi (Burt Young)

### Télévision

#### Séries télévisées
- 1967 : Le Fugitif : Dr Richard Kimble (David Janssen) - doublage québécois pour les 13 épisodes en noir et blanc
- 1974 : L'Homme de six millions : Oscar Goldman (Richard Anderson) - doublage québécois
- 1976 : La Femme bionique : Oscar Goldman (Richard Anderson) - doublage québécois
- 1980-86 : Chacun chez soi : Henry Rush (Ted Knight)
- 1991 : Star Trek : La Nouvelle Génération : l'amiral Kennelly (Cliff Potts)

#### Séries d'animation
- 1974 : Heidi : Grand-père, surnommé aussi 'l'oncle de l'Alpe' par les villageois
- 1980 : Belle et Sébastien : 
  - Grand-père César
  - Silva, le chef des gitans

Source : La Gazette du doublage